# Ledvični glomerul
Ledvični glomerul je klobčič ledvičnih kapilarnih zank, vstavljenih med aferentno in eferentno arteriolo, ki medse vklepajo mezangij, in je obdan z glomerulno (Bowmanovo) ovojnico. Opravlja prvi korak v procesu filtriranja krvi pri tvorbi seča.
Po aferentni arterioli kri priteka v glomerul, odteka pa v eferentno arteriolo (in ne v venulo, kot je običajno za večino kapilarnih sistemov). V glomerulu se v arteriolah zaradi visokega upora ustvari velik pritisk, kar omogoča ultrafiltracijo krvi – tekočine in topljive snovi prehajajo kapilare in odtekajo v Bowmanovo ovojnico.
Glomerul in obdajajoča Bowmanova ovojnica tvorita ledvično telesce, osnovno filtracijsko enoto ledvic. Hitrost, s katero se kri filtrira skozi ledvične glomerule, se imenuje hitrost glomerulne filtracije in je merilo splošne funkcije ledvic.